# Amarg
Amarg est un terme polysémique amazigh soussi désignant la poésie à caractère lyrique mélancolique emplie de : « chagrin d'amour, chant d'amour, regret, émotion, affection et nostalgie ». Généralement utilisé en chleuh du Souss mais aussi en tamazight du Moyen Atlas pour désigner un souvenir nostalgique. Cela peut-être une nostalgie liée à l'amour, issu d'une souffrance profonde, évoqué à l'occasion d'absence de l'amant ou à la suite d'une séparation (voyage ou mort), ou encore une  nostalgie du pays « avoir le mal du pays ».
Dans le Souss, le mot amarg est le concept qualifiant la poésie évoquant un processus de création et un corpus de production poétique.
Le vers en tachelhit qui suit, attribué à Sidi Hammou, illustre ce sentiment d'amarg, qui traduit un manque ou une privation.
Amarg iceddan ay illa
Yan yaggugen win-st
Celui qui vit loin de son amour
Connaît une souffrance extrême